# Giampiero Rigosi
Giampiero Rigosi (Bologna, 11 marzo 1962) è uno scrittore e sceneggiatore italiano.

## Biografia
Vive a Bologna.

Laureato in Filosofia, inizia a scrivere su alcune riviste letterarie. Raggiunge il successo fin dal 1995 col suo primo romanzo: Dove finisce il sentiero. È tradotto in inglese, francese, tedesco, spagnolo e polacco.

## Opere
- Dove finisce il sentiero, Roma, Theoria (1995)
- Chiappe da apache (raccolta di racconti), Roma, Theoria (1996)
- Come le nuvole sopra Veracruz, Faenza, Mobydick (1998)
- Lola a caccia, Roma, Adnkronos libri (1999)
- Transilvania, Milano, Disney Avventura (2000)
- Itinerario di Bologna - Arte e filosofia sotto i portici, Bra, Slow Food editore (2000)
- Notturno bus, Torino, Einaudi (2000)
- Piano Delta (con Guido Leotta), Milano, Morellini editore (2002)
- No smoking (nella raccolta: Medical Thriller), Torino, Einaudi (2002)
- Appuntamento (nella raccolta: Oltre la nebbia), Forlì, Foschi editore (2004)
- Alfama (nella raccolta The Dark Side), Torino, Einaudi (2006)
- L'ora dell'incontro, Torino, Einaudi (2007)
- Da consumarsi preferibilmente entro: 21/09/2010 (nella raccolta: Il gusto del delitto), Parma, Leonardo Publishing (2008)
- Ciao vita, Milano, La nave di Teseo (2021)

## Filmografia

### Cinema
- L'alba di Luca (2001)
- Prendimi l'anima, regia di Roberto Faenza (2002)
- Notturno Bus (2007)
- Paura 3D (2012)
- L'isola dell'angelo caduto (2012)

### Televisione
- Distretto di Polizia (2000)
- L'ispettore Coliandro - vari episodi (2005-2021)
- Crimini - vari episodi (2006-2010)
- Milonga Station - Autore e conduttore (2006)
- Il sindaco pescatore (2016)
- La porta rossa (2018)
- La porta rossa 2 (2019)